# Enicospilus parabatus
Enicospilus parabatus là một loài tò vò trong họ Ichneumonidae.